# Théorie du complot contre l'énergie libre
Cet article concerne une théorie conspirationniste. Pour la notion thermodynamique d'énergie libre, voir énergie libre.
L'oppression de l'énergie libre est une théorie conspirationniste qui avance que les technologies avancées permettant de remplacer les méthodes de production énergétique actuelles existent, mais qu'elles sont supprimées par des groupements d'intérêt économique pour lesquels le statu quo est avantageux.

## Principe
Selon les tenants de cette théorie, il existerait un moyen de capter l'énergie présente dans l'environnement et donc disponible gratuitement. Ce moyen serait une machine à énergie libre à mouvement perpétuel produisant plus d’énergie que nécessaire à son fonctionnement.

## Critiques

### Dimension scientifique
Le concept d'énergie libre n'a aucun fondement scientifique et est en contradiction directe avec les premier et deuxième principes de la thermodynamique :
- Le premier, aussi connu sous le nom de loi de la conservation de l'énergie, stipule que l’énergie demeure constante, et ne peut être ni créée ni détruite, quoi qu’elle puisse changer de forme[2].
- Le deuxième, ou loi de l’entropie (thermodynamique), dispose que la quantité d’énergie (physique) qui active un système sera toujours supérieure à la quantité d’énergie produite par lui. Autrement dit, l’entropie d’un système isolé tendra à augmenter avec le temps[2].

### Dimension économique
La théorie du complot suggérant que ces machines sont cachées par le gouvernement n'a pas de fondement, car il serait dans l’intérêt du gouvernement d’obtenir et d’utiliser une telle technologie si elle existait.

## Exemples de machines à énergie libre
Parmi les différents exemples de machines à énergie libre présentés, il y a la Tour de Tesla qui exploite les courants telluriques naturels terrestres, ou les machines prétendant exploiter l'énergie du point zéro. Ces machines, bien que fondées sur une physique inconnue, respectent a priori les principes de la thermodynamique.[réf. nécessaire]

### Brevets
D'après le site Les Sceptiques du Québec : « Même si les machines à énergie libre et à mouvement perpétuel n’existent pas, on peut les faire breveter aussi bien aux États-Unis qu’au Canada. En effet, aucun de ces deux pays n’exige de maquette fonctionnelle pour la délivrance d’un brevet, pas besoin, donc, que le bidule fonctionne réellement. »

### Cas célèbres
Eugene Mallove, scientifique du Massachusetts Institute of Technology est un journaliste écrivant sur la fusion froide dans sa revue.[Quoi ?] Des théories du complot sont évoquées en rapport avec ses activités, sur la thématique de la censure de l'énergie libre.
Stanley Meyer, qui aurait été l'inventeur d'un moteur à eau, a été l'objet de théories complotistes semblables.

### Vidéos
Il existe des vidéos dévoilant les secrets de l'énergie libre et du mouvement perpétuel. Il s'agit souvent de vidéos truquées au moyen de :
- montage vidéo (certaines scènes sont coupées, on ne sait pas quels branchements sont faits sous les éléments à l'insu du spectateur) ;
- des fils d'alimentation arrivent par un trou de la table ;
- un complice qui allume et éteint l'ampoule et le ventilateur aux bons moments ;
- des complices écrivant des commentaires sur les vidéos en ligne[7].

## Dans la culture
Le roman Qui se souviendra de Phily-Jo de Marcus Malte (2022) aborde le thème du complot de l'énergie libre. 